# Reiner Künkel
Reiner Künkel (* 9. April 1950 in Wiesenbach) ist ein ehemaliger deutscher Fußballspieler.

## Karriere
Künkel begann bei seinem Heimatverein FV Wiesenbach mit dem Fußballspielen, wechselt dann zum benachbarten FV Breidenbach. Ab 1970 spielte er zunächst vier Jahre für KSV Hessen Kassel in der Regionalliga Süd. 1974 wechselte er zum SV Darmstadt 98 in die 2. Bundesliga Süd. In Darmstadt erzielte er in seiner ersten Saison in 24 Spielen 13 Treffer, in der Hinrunde der Saison 1975/76 16 Tore in 17 Spielen. Dreimal schoss er drei oder mehr Tore in einem Spiel. Im Oktober 1975 markierte er in drei aufeinanderfolgenden Spielen neun Treffer, darunter fünf am 4. Oktober gegen den 1. FC Schweinfurt 05. In diesem Spiel erzielte er auch einen lupenreinen Hattrick innerhalb von sechs Minuten. Im DFB-Pokal wurde er dreimal für Darmstadt eingesetzt und traf einmal ins Tor.
Aufgrund seiner Leistungen wurden verschiedene Vereine auf ihn aufmerksam, darunter die Bundesligisten Werder Bremen, 1. FC Köln und FC Bayern München. Die Bayern verpflichteten ihn schließlich in der Winterpause 1975/76. Durchsetzen konnte er sich in der Bundesliga allerdings nicht. In seinem ersten halben Jahr wurde er lediglich viermal in der Bundesliga (zwei Tore) und einmal im DFB-Pokal eingesetzt. Auch in den nächsten zwei Jahren wurde er in 29 weiteren Spielen in der Bundesliga eingesetzt und erzielte dabei vier Tore. Dreimal spielte er im Europapokal der Landesmeister und im UEFA-Cup. In jedem Wettbewerb schoss er ein Tor, so den 1:0-Siegtreffer im Viertelfinalhinspiel gegen Dynamo Kiew. Im Duell um den UEFA Super Cup gegen RSC Anderlecht kam er 1976 in beiden Spielen zum Einsatz. Dazu kamen sechs weitere Einsätze und zwei Tore im DFB-Pokal. Ohne Einsatz gewann er mit der Mannschaft 1976 den Europapokal der Landesmeister und den Weltpokal.
1978 wechselte er zurück in die 2. Bundesliga Süd und trat für zwei Jahre für den 1. FC Saarbrücken an. Dort erzielte er in 64 Spielen 33 Tore. Auch im DFB-Pokal traf er zweimal bei zwei Einsätzen, sein Team kam dennoch nie über die zweite Runde hinaus. Zur Saison 1980 wechselte er zu Viktoria Köln in die 2. Bundesliga Nord. Auch hier traf er 14-mal ins Tor in 42 Spielen. Er verbesserte damit seine Statistik auf 76 Tore in 147 Zweitligaspielen. Später war Künkel als Spielertrainer bei mehreren hessischen Amateurvereinen aktiv, unter anderem beim VfL Biedenkopf, beim SC Gladenbach und beim VfL Marburg.